# Драхово
Драхово (пол. Drachowo) — село в Польщі, у гміні Неханово Гнезненського повіту Великопольського воєводства.
Населення — 124 особи (2011).
У 1975-1998 роках село належало до Познанського воєводства.

## Демографія
Демографічна структура станом на 31 березня 2011 року:
|          | Загалом | Допрацездатний вік | Працездатний вік | Постпрацездатний вік |
| -------- | ------- | ------------------ | ---------------- | -------------------- |
| Чоловіки | 69      | 22                 | 45               | 2                    |
| Жінки    | 55      | 14                 | 30               | 11                   |
| Разом    | 124     | 36                 | 75               | 13                   |